# Летесенбет Гидеј
Летесенбет Гидеј (Тигриња: ለተሰንበት ግደይ, рођена 20. марта 1998.) је етиопска тркачица на дуге стазе која држи два светска рекорда и један незванични светски рекорд. На 10.000 метара, она је освојила бронзану медаљу на Олимпијским играма у Токију 2020., сребрну медаљу на Светском првенству 2019. и златну медаљу Светском првенству 2022. године.
Летесенбет држи актуелне светске рекорде на 10.000 метара и у полумаратону, које је поставила у јуну 2021., односно октобру 2021. године. Она је тек друга тркачица на дуге стазе, после Ингрид Кристијансен која је две године (1989-1991) истовремено држала ова два светска рекорда. Светским рекордом у полумаратону, Летесенбет је постала прва дебитанткиња која је поставила светски рекорд у овој дисциплини. Она је такође незванична светска рекордерка, или другим речима, најбоља на свету свих времена у трци на 15 км на друму. Летесенбет је постала прва жена која је пробила границу од 63 минута у полумаратону, као и границу  од 45 минута у трци на 15 км. Забележила је најбржи женски маратонски деби у историји на маратону у Валенсији 2022. године.

## Одрастање
Летесенбет Гидеј је рођена у Ендамескелу у региону Тиграј у Етиопији. Она је најмлађа од четворо браће и сестара, који су сви одрасли на породичној фарми. Избачена је из школе као 13-годишњакиња јер је одбијала да трчи на часовима физичког васпитања. Дозвољено јој је да се врати тек када је пристала да учествује у школским тркама. Убрзо потом је победила у тркама на 2.000 м и 3.000 м са препрекама на етиопском школском првенству у Шашеману крајем 2012.

## Јуниорска каријера
Са 17 година, Летесенбет је победила у јуниорској трци на Светском првенству у кросу 2015. Ову титулу је одбранила је 2017. да би 2019. освојила бронзану медаљу у сениорској трци.

## Сениорска каријера

### 2019: Освајање сребрне медаље на Светском првенству у трци на 10.000 м
На Светском првенству у кросу у Орхусу у Данској учествовала је у трци сениорки. Кенијка Хелен Обири понела је титулу на изузетно брдовитој стази дужине 10,2 km са временом 36:14, Етиопљанка Дера Дида је била вицешампионка са 36:16, а Летесенбет је освојила бронзану медаљу са 36:24.
28. септембра, Летесенбет је освојила сребрну медаљу у трци на 10.000 м на Светском првенству одржаном у Дохи, са тадашњим личним рекордом 30:21,23. Сифан Хасан је победила у времену 30:17,33, а Кенијка Агнес Тироп је стигла трећа за 30:25,50.

#### Светски рекорд у трчању на 15 км
Летесенбет је 17. новембра 2019. поставила нови незванични светски рекорд у времену од 44 минута и 20 секунди у друмској трци на15 км у Нијмегену, у Холандији. Овим резултатом оборила је најбрже време свих времена, које је 2017. постигла Кенијка Џојсилин Џепкосгеј. Летесенбет је првих 10 км ове трке истрчала је за 29:12, што је у том тренутку, било најбрже време које је икада једна жена истрчала под било којим условима (тадашњи светски рекорд Алмаз Ајане на 10.000 м био је 29:17.45). Летесенбет је у рекордној трци просечно сваки километар трчала за 2:57. За свој светски рекорд добила је награду од 50.000 евра.

### 2020: Светски рекорд у трци на 5.000 м
Дана 7. октобра 2020. године, на митингу у Валенсији, Летесенбет је оборила рекорд Тирунеш Дибабе из 2008. истрчавши 5.000 м за 14:06,62.

### 2021: Олимпијске игре у Токију и освајање бронзане медаље у трци на  10.000 м

#### Светски рекорд у трци на 10.000 м
Сифан Хасан је 6. јуна 2021. поставила светски рекорд на 10.000 м у времену од 29:06,82. Само два дана касније, 8. јуна, Летесенбет је оборила овај рекорд за више од четири секунде истрчавши 29:01,03. На пола трке, Летесенбет је мало заостајала за темпом светског рекорда, али је почела да убрзава после 7.000 м. Њено време за другу половину трке било је 14:18, а последњи круг (400 м) је претрчала за један минут и три секунде.
Међутим, Летесенбет је у тркама на Олимпијским играма у Токију 2020. у августу 2021. освојила само бронзану медаљу. После тактичке трке, водила је у последњем завоју, али су је потом надмашиле Сифан Хасан (29:55,32) и Бахреинка Калкидан Гезахегне (29:56,18).  Летесенбет је завршила на трећем месту са 30:01,72.

#### Светски рекорд у полумаратону
24. октобра 2021., на свом полумаратонском дебију, Летесенбет је завршила трку за 62 минута и 52 секунде. У овом полумаратону одржаном у  Валенсији, Летесенбет је постала прва жена која је истрчала полумаратон брже од 63 минута. Побољшала је светски рекорд Рут Чепнгетич  за 70 секунди. Првих 10 км је истрчала за 29:45, што би тада, само по себи, било треће најбрже време у историји и само седам секунди спорије од светског рекорда на овој дистанци. Њено пролазно време на 15 км било је само девет секунди спорије од њеног најбољег резулата икада на тој дистанци. Летесенбетино побољшање светског рекорда од 70 секунди било је највеће побољшање светског рекорда у полумаратону за жене још од 1978. године.

### 2022: Светска шампионка на 10.000 м
Летесенбет је освојила своју прву титулу  Светске првакиње у Јуџину, у јулу 2022. Одбила је у финишу налете две Кенијке и победила у времену од 30:09,94 испред Хелен Обири (30:10,02) и Маргарет Кипкембои (30:10,07). Седам дана касније, такмичила се и на 5.000 м и завршила пета.
На свом дуго очекиваном маратонском дебију на маратону у Валенсији у децембру 2022., Летесенбет је постепено убрзавала у трци да би на крају завршила друга иза Амане Берисо. Временом 2:16:49, Летесенбет је поставила рекорд за најбржи деби у женском маратону икада и заузела је тада шесто место на светској листи најбржих маратонки свих времена.

### 2023: Светска вицешампионка на 10.000 м
Летесенбет је на Светском првенству у атлетици 2023. године освојила сребро у дисциплини 10.000 метара.

## Достигнућа
Све информације са профила Летесенбет Гидеј на сајту Светске атлетике.

### Лични рекорди
| Стаза   | Дисциплина    | Време    | Место одржавања            | Датум              | Напомене                  |
| ------- | ------------- | -------- | -------------------------- | ------------------ | ------------------------- |
| Стадион | 1.500 метара  | 4:11,11  | Ерувил Сен Клер, Француска | 15. јун 2017.      |                           |
| Стадион | 3.000 метара  | 8:20,27  | Станфорд, Калифорнија, САД | 30. јун 2019.      |                           |
| Стадион | 5.000 метара  | 14:06,62 | Валенсија, Шпанија         | 7. октобар 2020.   | Национални рекорд         |
| Стадион | 10.000 метара | 29:01,03 | Хенгело, Холандија         | 8. јуна 2021.      | Светски рекорд            |
| Друм    | 10 км         | 33:55    | Бенгалуру, Индија          | 19. мај 2019.      |                           |
| Друм    | 15 км         | 44:20    | Најмеген, Холандија        | 17. новембар 2019. | Најбољи резултат на свету |
| Друм    | Полумаратон   | 1:02:52  | Валенсија, Шпанија         | 24. октобар 2021.  | Светски рекорд            |
| Друм    | Маратон       | 2:16:49  | Валенсија, Шпанија         | 4. децембар 2022.  |                           |

### Међународна такмичења
| Година                  | Такмичење                          | Место                        | Позиција                | Дисциплина              | Резултат                | Белешка                 |
| Представљајући Етиопију | Представљајући Етиопију            | Представљајући Етиопију      | Представљајући Етиопију | Представљајући Етиопију | Представљајући Етиопију | Представљајући Етиопију |
| ----------------------- | ---------------------------------- | ---------------------------- | ----------------------- | ----------------------- | ----------------------- | ----------------------- |
| 2015.                   | Светско првенство у кросу          | Гуејанг, Кина                | 1.                      | Трка јуниорки           | 19:48                   |                         |
| 2015.                   | Светско првенство у кросу          | Гуејанг, Кина                | 1.                      | Јуниорке екипно         | 11 поена                |                         |
| 2015.                   | Светско првенство за млађе јуниоре | Кали, Колумбија              | 4.                      | 3.000 м                 | 9:04,64                 |                         |
| 2017.                   | Светско првенство у кросу          | Кампала, Уганда              | 1.                      | Трка јуниорки           | 18:34                   |                         |
| 2017.                   | Светско првенство у кросу          | Кампала, Уганда              | 1.                      | Јуниорке екипно         | 19 поена                |                         |
| 2017.                   | Светско првенство                  | Лондон, Уједињено Краљевство | 11.                     | 5.000 м                 | 15:04,99                |                         |
| 2019.                   | Светско првенство у кросу          | Орхус, Данска                | 3.                      | Трка сениорки           | 36:24                   |                         |
| 2019.                   | Светско првенство у кросу          | Орхус, Данска                | 1.                      | Сениорке екипно         | 21 поен                 |                         |
| 2019.                   | Светско првенство                  | Доха, Катар                  | 2.                      | 10.000 м                | 30:21,23                |                         |
| 2021.                   | Олимпијске игре                    | Токио, Јапан                 | 3.                      | 10.000 м                | 30:01,72                |                         |
| 2022.                   | Светско првенство                  | Јуџин, САД                   | 5.                      | 5.000 м                 | 14:47,98                |                         |
| 2022.                   | Светско првенство                  | Јуџин, САД                   | 1.                      | 10.000 м                | 30:09,94                |                         |
| 2023.                   | Светско првенство у кросу          | Батерст, Аустралија          | без пласмана            | Трка сениорки           | дисквалификована        |                         |
| 2023.                   | Светско првенство                  | Будимпешта, Мађарска         | 2.                      | 10.000 м                | 31:28,16                |                         |